# Vélodrome de Turku
Le vélodrome de Turku (en finnois : Turun Velodromi) est un vélodrome extérieur situé dans le quartier de Kupittaa à Turku en Finlande.

## Présentation
Le vélodrome est une piste cyclable extérieure recouverte d'asphalte d'une longueur de 333,33 mètres. 
Le vélodrome est situé dans le parc Kupittaanpuisto, près de l'intersection des rues  Lemminkäisenkatu et Hippoxentie.
À l'intérieur de la piste, il y a aussi une zone destinée au refroidissement et une zone réservée aux gardiens et administrateurs.
La piste est ouverte à tous et son utilisation est gratuite.